# 石川氏
石川氏是日本的一個氏族、苗字。占全日本總人口姓氏排名第28位。

## 起源
石川氏有多個起源，主要存在於前三個氏族系統。
1. 蘇我氏、蘇我倉山田石川麻呂系石川氏。
2. 清和源氏、河内源氏源義時流石川氏，为本篇详述。
3. 陸奥石川氏：清和源氏、大和源氏源頼親流石川氏。
4. 備中石川氏：備中國的國人中有石川氏。
5. 石川家成系統：江户時代中以譜代大名之名繁盛的石川氏血统，后为数正叔父家成的血统。

## 歷史人物
- 石川五右衛門，活躍在安土桃山時代的日本劫富濟貧的大盜。

## 現代人物
- 石川小百合，本名石川絹代，是日本著名的演歌歌手。
- 石川智晶，東京都出身的創作歌手。
- 石川梨華，日本人氣女子組合早安少女組的第四期成員、3人女子組合美勇傳的隊長
- 石川由依，日本兵庫縣出身的女童星、演員、聲優。
- 石川界人，日本男性聲優。
- 石川佳純，日本桌球選手。
- 石川綾子，日本小提琴家。
- 石川祐希，日本男性排球選手。
- 石川真佑，日本女性排球選手。
- 石川澪，日本AV女優。